# Charlie Gjedde
Charlie Rasmussen Gjedde, född 28 december 1979 i Holstebro, Danmark, är en dansk speedwayförare.
Han kör för Rospiggarna i Elitserien och har tidigare representerat Dackarna från Målilla. Säsongen 2008 representerar han också Belle Vue och Zielona Gora. Gjedde har varit med och tagit två brons, ett silver och ett guld i Lag-VM för Danmark. 2007 och 2008 fanns han dock inte med i laget.